# Reino nupe
El reino de Nupe fue establecido en el siglo XV entre las cuencas de los ríos Níger y Kaduna en lo actualmente es el estado nigeriano de Níger en el centro de Nigeria.
El primer período de la historia es conocido solo por la tradición verbal semilegendaria. El soberano del reino nupe recibía el nombre de etsu (rey). El etsu Jibiri que habría gobernado hacia el 1770, fue el primer rey nupe que se convirtió al islam. El etsu Ma’azu llevó al reino a su máximo apogeo, muriendo en 1818. Durante ese periodo, las guerras religiosas de los fulani hicieron a los musulmanes más fuertes en el norte de Nigeria. Tras la muerte de Ma’azu y durante las guerras sucesorios subsiguientes el reino nupe acabó bajo el control del emirato Gwandu. Masaba, hijo del líder fulani Mallam Dendo y cuya madre era de etnia nupe, consiguió el poder en 1841. Durante este período Masaba se enfrentó la rebelión de uno de sus generales, pero Masaba aliado al anterior etsu Usman Zaki, recuperó el control del país. Usman Zaki fue entronizado como etsu de los nupe en Bida y tras su muerte alrededor del 1859, Masaba otra vez se convirtió en gobernante hasta 1873.
Durante este segundo período de gobierno, Masaba estableció el emirato de Bida que se convirtió en una potencia militar importante, que expandió su territorio a expensas de sus vecinos tanto en el sur como en el este. Sus sucesores retuvieron el control hasta 1897, cuando las tropas de la compañía británica del Níger finalmente ocuparon Bida y colocaron a un gobernante títere. El emirato de Bida fue sometido al régimen colonial británico, y posteriormente a Nigeria, los gobernantes siguen desempeñando un papel ceremonial importante.